# Bram Dehouck
Bram Dehouck is een Vlaams schrijver. 

## Levensloop
Dehouck groeide op in Poperinge. Hij volgde daar lessen in het Sint-Stanislascollege. Op zijn achttiende ging hij studeren in de Arteveldehogeschool te Gent. Hij volgde een artistieke opleiding en deed daarna journalistiek. Behalve auteur is hij sinds 2002 communicatieverantwoordelijke bij CM.

## Werk
In 2007 publiceerde hij het non-fictieboek Het meisje dat vergeet. Het verhaal gaat over zijn zus die na een verkeersongeval niets meer onthoudt. Het boek toont de impact ervan op het gezin en belicht de kracht en levenslust van zijn zus. In 2009 debuteerde hij als romanauteur met De minzame moordenaar, bekroond in 2010 met Schaduwprijs en Gouden Strop. Geen enkele misdaadauteur slaagde er eerder in beide prijzen in hetzelfde jaar te veroveren. In tegenstelling tot de meeste detectives gaat het niet om de vraag wie het gedaan heeft, maar waarom. 
Na het succes kwam in 2011 Een zomer zonder slaap. Knack nomineerde hem voor de Hercule Poirotprijs waarvan hij de publieksprijs wint. Ook kreeg dit boek de De Gouden Strop. 
Op 12 november 2012 lag zijn derde roman Hellekind in de boekhandel. Zowel Hellekind als Een zomer zonder slaap werden in het Duits vertaald door uitgeverij btb Verlag. Een zomer zonder slaap verscheen ook in het Engels bij World Editions.
In september 2016 verscheen Witte Raaf, Dehoucks vijfde roman.

## Prijzen
- 2010 - De Gouden Strop voor De minzame moordenaar
- 2010 - Schaduwprijs voor De minzame moordenaar
- 2012 - De Gouden Strop voor Een zomer zonder slaap